# Ondřej Kúdela
Ondřej Kúdela est un footballeur tchèque né le 26 mars 1987. Il évolue au poste de défenseur central au Persija Jakarta.

## Biographie

### En club
Il joue 10 matchs en Ligue Europa avec le club du Mladá Boleslav, et un match en Coupe de l'UEFA avec le Sparta Prague.
Le 18 mars 2021 lors de la seconde confrontation des quarts de finales de la Ligue Europa, Ondřej Kúdela est accusé d'avoir tenu des propos racistes envers Glen Kamara, joueurs finlandais des Rangers. Il est condamné à 10 matches de suspension par l'UEFA tandis que Kamara sanctionné de 3 matches pour avoir agressé physiquement son adversaire praguois dans le tunnel du stade.

### En équipe nationale
Avec les moins de 19 ans, il participe au championnat d'Europe des moins de 19 ans en 2006. Lors de cette compétition, il ne joue qu'un seul match, contre la Belgique. La Tchéquie s'incline en demi-finale contre l'Écosse.
Il dispute ensuite l'année suivante la Coupe du monde des moins de 20 ans organisée au Canada. Lors du mondial junior, il est titulaire et joue sept matchs. Il délivre deux passes décisives lors de la phase de groupe, contre la Corée du Nord et le Panama. Il marque ensuite un but contre le Japon en huitièmes. Il délivre ensuite une autre passe décisive contre l'Autriche en demi, avant de s'incliner en finale face à l'Argentine.

## Palmarès
- Finaliste de la Coupe du monde des moins de 20 ans en 2007 avec l'équipe de Tchéquie des moins de 20 ans
- Vainqueur de la Coupe de Tchéquie en 2011 et 2016 avec le Mladá Boleslav ; en 2018 avec le Slavia Prague
- Finaliste de la Coupe de Tchéquie en 2013 avec le Mladá Boleslav
- Champion de Tchéquie en 2019,2020 et 2021 avec le Slavia Prague